# Serhij Witer
Serhij Wołodymyrowycz Witer, ukr. Сергій Володимирович Вітер, ros. Сергей Владимирович Витер – Siergiej Władimirowcz Witier (24 stycznia 1975 w Charkowie, Ukraińska SRR) – ukraiński hokeista. Posiada także obywatelstwo białoruskie, reprezentant Białorusi. Trener hokejowy.

## Kariera klubowa
- Polimir Nowopołock (1992–1997)
- SKA Chabarowsk (1997–1998)
- Polimir Nowopołock (1988–2000)
- Podhale Nowy Targ (2000)
- Jełemasz Elektrostal (2000–2001)
- Podhale Nowy Targ (2001–2002)
- HK Homel (2002–2003)
- Junost' Mińsk (2003–2005)
- Nieftianik Leninogorsk (2005)
- Junost' Mińsk (2005)
- Donbas Donieck (2008–2009)

Pochodzi z Ukrainy, lecz karierę rozwijał na Białorusi w Nowopołocku. W tym czasie w barwach Białorusi uczestniczył w turnieju mistrzostw Europy juniorów do lat 18 w 1993. W barwach drużyny Polimiru zdobył wszystkie medale mistrzostw Białorusi. W seniorskiej reprezentanci Białorusi rozegrał trzy mecze, strzelając w nich dwa gole.
Następnie grał w Rosji, a w trakcie sezonu 1999/2000 trafił ligi polskiej do klubu z Nowego Targu. W jego barwach pozostał rok później w sezonie 2000/2001 i grał jeszcze w sezonie 2001/2002. Potem powrócił do gry na Białoruś trzykrotnie zdobywając mistrzostwo kraju. Karierę zakończył w sezonie 2008/2009.

## Kariera trenerska
- Donbas Donieck (2010–2013), asystent trenera
- Reprezentacja Ukrainy (2013-2014), asystent trenera
- Donbas Donieck (2016–2017), dyrektor sportowy
- Donbas Donieck (2017–2018), główny trener
- Donbas Donieck (2018), asystent trenera
- Donbas Donieck (2018), dyrektor sportowy
- Donbas Donieck (2018–2020), główny trener
- Reprezentacja Ukrainy (2019–2020), główny trener
- Donbas Donieck (2020), dyrektor sportowy
- HK Mariupol (2020–2022), główny trener
- Lehion Kałusz (2022–), trener w sztabie

Po zakończeniu kariery zawodniczej pozostał w Doniecku i od 2010 tamtejszym klubie Donbas pracuje na stanowisku trenera, w ramach rozgrywek narodowej ligi (do 2011), a następnie rosyjskich WHL (do 2012) i KHL (od 2012). W 2013 za jego sprawą do klubu trafił polski zawodnik, Kacper Guzik. Od sierpnia 2013 także asystent selekcjonera reprezentacji Ukrainy, Andrieja Nazarowa (równocześnie trenera Donbasu). 15 listopada 2016 został mianowany dyrektorem sportowym w Donbasie. 5 lutego 2017 został p.o. I trenera, a miesiąc później został głównym trenerem Donbasu, związanym dwuletnim kontraktem. W połowie 2018 został pierwszym asystentem nowego głównego trenera Donbasu, Júliusa Šuplera. W październiku 2018 został zastąpiony przez Claya Wilsona i przeszedł wówczas na stanowisko dyrektora sportowego klubu. Pod koniec października 2018, po ustąpieniu głównego trenera Donbasu, Júliusa Šuplera, zajął jego stanowisko. W czerwcu 2019 został ogłoszony głównym trenerem reprezentacji Ukrainy, zachowując posadę szkoleniowca Donbasu. Tuż po przegranym finale Donbasu w sezonie UHL 2019/2020 (20 października 2020) został przeniesiony na stanowisko dyrektora sportowego Donbasu oraz zrezygnował z posady selekcjonera reprezentacji Ukrainy. Pod koniec grudnia 2020 ogłoszono, że został p.o. głównego trenera w klubie HK Mariupol. Przed sezonem 2022/2023 dołączył do sztabu nowego klubu Lehion Kałusz.

## Sukcesy
Zawodnicze klubowe
- Brązowy medal mistrzostw Białorusi: 1993, 1994, 1999 z Polimirem Nowopołock
- Srebrny medal mistrzostw Białorusi: 1995 z Polimirem Nowopołock
- Złoty medal mistrzostw Białorusi: 1996, 1997 z Polimirem Nowopołock, 2003 z HK Homel, 2004, 2005 z Junostią Mińsk
- Srebrny medal mistrzostw Polski: 2000 z Podhalem Nowy Targ
- Puchar Białorusi: 2004 z HK Homel

Zawodnicze indywidualne
- Ekstraliga białoruska 1996/1997: skład gwiazd

Szkoleniowe klubowe
- Złoty medal mistrzostw Ukrainy: 2011, 2012, 2013, 2017, 2018, 2019 z Donbasem Donieck
- Trzecie miejsce w Pucharze Kontynentalnym: 2012 z Donbasem Donieck
- Półfinał WHL: 2012 z Donbasem Donieck
- Puchar Kontynentalny: 2013 z Donbasem Donieck
- Srebrny medal mistrzostw Ukrainy: 2020 z Donbasem Donieck